# Daniel Celedón
Daniel Celedón Orsini (Villanueva, La Guajira, 21 de marzo de 1950) es un abogado, cantante y compositor colombiano de música vallenata. Celedón es padre de Juan Carlos Celedón y tío del también cantante vallenato, Jorge Celedón, a quien le dio la oportunidad de cantar, llevó a sus presentaciones y apoyó desde los 13 años de edad al grabar a dúo con "La India" Mélida Yara el tema Drama provinciano en su álbum Excelente de 1981.
Celedón fue de los primeros músicos en cantar y grabar el tema la gota fría de Emiliano Zuleta Baquero, bajo el nombre de la agrupación "El Doble Poder" con el acordeonero Ismael Rudas. Como agrupación "El Doble Poder", Celedón y Rudas viajaron por muchas partes del mundo, incluyendo Francia, Holanda, y Bélgica, y lograron con su popularidad que la canción La lavandera fuera traducida al idioma ruso.

## Inicios
Daniel Celedón nació en Villanueva, entonces parte del Magdalena Grande,  el 21 de marzo de 1950. Es el menor de siete hermanos, incluyendo a Alfonso "Poncho" Celedón Orsini, quien es padre de Jorge Celedón.
Estudió su primaria y bachillerato en el colegio Roque de Alba de su natal Villanueva. Luego vivió en Barranquilla donde estudió y se graduó en Derecho de la Universidad Libre de Barranquilla.
Daniel Celedón es padre del coleccionista de rock y metal en Colombia, Juan Carlos Celedón Medina.

## Trayectoria musical
En la década de 1960, Celedón se inició en la música vallenata, pero también era fanático de en un género extranjero; el rock. Celedón formó la agrupación de Rock llamada "Los Rockelines" con la que alternaban entre vallenatos y música Rock durante sus presentaciones.

### Israel Romero (1975)
En 1975, Celedón conformó una dupla vallenata con el acordeonero Israel Romero, previo a que este último conformara el Binomio de Oro junto al cantante y compositor Rafael Orozco quien en ese momento era compañero del acordeonero Emilio Oviedo.
Bajo el nombre de "Israel Romero y su conjunto: Canta Daniel Celedón" grabaron en 1975 los álbumes Versos Del Alma y Rumor Vallenato.
El álbum Versos del alma fue grabado por Celedón e Israel Romero bajo el sello discográfico Codiscos en 1975. El álbum fue grabado con cinco temas de la autoría de Daniel Celedón: Pobres arhuacos, Versos del alma, Me cansé de esperarte, El viejo Mile y Mi sospecha. De la autoría de Israel Romero fue grabado el tema Linda morena. Al compositor José Lucas Daza le fue grabado el tema La viajera. La canción Sin olvido de Luis Moya Daza; el tema Tus ojos ríen de José Mazeneth; Tu desastre de Esteban Ovalle; y la composición Flor morena del compositor Roberto Daza.
El álbum LP Rumor Vallenato, fue grabado con las canciones Digan lo que digan, Amanecemos parrandeando de la autoría de Israel Romero; El limosnero, composición musical de Daniel Celedón; la canción Aunque pasen los años coautoría de Daniel Celedón con José Mazeneth. El tema La guajirita de Julio Rumbo; Indiferente de la autoría de Julio Oñate Martínez; Compañera del alma de Rosendo Romero; Agustinita de Juan Manuel Muegues; Calles nostálgicas de Alberto "Beto" Murgas; y Solo tuyo del compositor Rodrigo Guerra.
De este álbum el tema Amanecemos parrandeando se convirtió en un "himno" de las parrandas vallenatas, y fue durante esta época, que Daniel Celedón se encargó de apodar a Israel Romero como "El Pollo Romero" o "El Pollo Irra".

### Ismael Rudas "El Doble Poder" (1976)
Luego de su separación con Israel Romero, Celedón conformó la dupla musical vallenata junto al acordeonero Ismael Rudas con la que se consolidaría en el folclor vallenato. En 1976 grabaron el álbum Un Amigo Mío bajo el nombre de "Ismael Rudas y su conjunto, canta: Daniel Celedón".

### Ismael Rudas "El Doble Poder" (1980-1985)
Luego tomarían el nombre "El Doble Poder" para llamar a su agrupación.
En 1981, "El Doble Poder" grabó el álbum Excelente que incluyó los temas: Drama Provinciano de Lenín Bueno Suárez; la canción Mercedes de la autoría de Adolfo Pacheco; 
Un tema que fue un gran éxito en este álbum fue la canción Drama provinciano de la autoría del compositor Lenín Bueno Suárez. Sobre la grabación del trío vocal con su tío Daniel, y "La India" Mélida Yara con el acordeón de Ismael Rudas, Jorge Celedón recordó sobre la canción:

Él [Daniel Celedón] tocaba la guitarra y yo cantaba en el patio de mi casa. Cuando le llegó la canción Drama Provinciano, una narración entre un padre, una madre y su hijo, que decía: 'Oye mamá, en la puerta hay un señor que dice que es mi papá y que quiere hablar contigo', dijo 'esta es y la va a cantar Jorgito'. Nos fuimos para Bogotá y de dos tomas, a mis 10 años, junto a Mélida Yara, hice esa obra del maestro Lenín Bueno Suárez.

Otros temas que tuvieron popularidad fueron , Mercedes que fue de los primeros vallenatos dialogados y tuvo la voz femenina de Kissy Calderón, además las canciones Un día muy triste y A fuego lento.

### Fello Gámez (1992)
En 1992 Daniel Celedón y el acordeonero Alfredo "Fello" Gámez grabaron el álbum El Último Condor.

### Daniel Celedón y sus reyes vallenatos(2010)
En el 2010, con motivo de su homenaje en el Festival Cuna de Acordeones de Villanueva Guajira, Daniel Celedón decidió romper su hiato de cuatro años, y grabar un álbum musical que tituló Daniel Celedón y sus reyes vallenatos. La producción musical incluyó a su compañero de casi siempre Ismael Rudas, con quien grabó tres temas, y los demás temas fueron grabados con ocho reyes del acordeón vallenato.

## Discografía
La discografía de Daniel Celedón incluye los álbumes:
- Versos Del Alma (1975)
- Rumor Vallenato (1975)
- Un Amigo Mío (1976)
- Gira Mundo (1977)
- Diferentes (1978)
- Grito De Amor (1979)
- Volvimos (1980)
- Excelente (1981)
- Tesoro Musical (1982)
- Con Más Fuerza (1983)
- Incontenible (1984)
- Apoyemonos Mutuamente (1985)
- Que Amanezca (1986)
- Diviertete (1987)
- Daniel Celedón y sus amigos (1990)
- El Último Condor (1992)
- Mi Cuñadita (1994)
- Nuevamente (1999)
- Con Todos Sus Acordeoneros (2006)
- Daniel Celedón y sus reyes vallenatos (2010)

## Composiciones
Según el folclorista Jorge Naim Ruíz, Daniel Celedón es un compositor vallenato que cataloga junto a Hernando Marín, Santander Durán y Marciano Martínez, que cantan y componen temas de juglaría que se enfocan en "problemas sociales" del pueblo colombiano.
Algunas de las composiciones vallenatas de Celedón figuran: 
- Pobres arhuacos: grabada en 1975 por Celedón con Israel Romero en el álbum Versos del alma.
- Versos del alma: grabada en 1975 por Celedón con Israel Romero en el álbum Versos del alma.
- Me cansé de esperarte: grabada en 1975 por Celedón con Israel Romero en el álbum Versos del alma.
- El viejo Mile: grabada en 1975 por Celedón con Israel Romero en el álbum Versos del alma.
- Mi sospecha: grabada en 1975 por Celedón con Israel Romero en el álbum Versos del alma.
- El limosnero: grabada en 1975 por Celedón con Israel Romero.
- Compañera : grabada en 1978 por Juan Piña con Ismael Rudas.
- Aunque pasen los años: canción de coautoría de Daniel Celedón con su amigo José Mazeneth. Grabada en 1975 por Celedón con Israel Romero.
- Sencillo homenaje: grabada en 1980 por Jorge Oñate y Chiche Martínez en el álbum Noche de estrellas.
- La India: grabada por Alfredo Gutiérrez.[1]
- Mujer Marchita:[4] grabada por Jorge Oñate.[1]
- El cantante: grabada por Los Hermanos Zuleta.[1]
- La lavandera.[4]
- Campanita: tema grabado por Leo Dan & Andrés «el Turco» Gil para Fiesta Vallenata vol. 6 en 1980.[21]

## Premios y nominaciones
- Disco de oro: Álbum Rumor Vallenato.
- Congo de Oro 1982 con Ismael Rudas (agrupación "Doble Poder").[22]
- Disco de oro: Álbum Amigo Mío.
- Homenajeado en el Festival Cuna de Acordeones de Villanueva, Guajira en 2010, junto al juglar villanuevero Rosendo Romero.[6]